# Husetjärnen (Dals-Eds socken, Dalsland, 655146-127725)
Husetjärnen är en sjö i Dals-Eds kommun i Dalsland och ingår i Göta älvs huvudavrinningsområde.